# Oncocnemis refecta
Oncocnemis refecta là một loài bướm đêm trong họ Noctuidae.